# Superprestige 2019-2020
Navigation
2018-2019 2020-2021
Le Superprestige 2019-2020 est la 38e édition du Superprestige, compétition qui se déroule entre le 13 octobre 2019 et le 15 février 2020. Le challenge est composé de huit manches pour les élites hommes, élites femmes, espoirs et juniors qui ont lieu en Belgique et aux Pays-Bas. Toutes les épreuves font partie du calendrier de la saison de cyclo-cross masculine et féminine 2019-2020.
Le calendrier est semblable à celui de la saison précédente. Les dates des épreuves de Gavere et de Ruddervoorde sont inversées et l'épreuve de Hoogstraten (Vlaamse Aardbeiencross) déménage à Merksplas, situé tout près. Comme lors de la saison précédente, les espoirs masculins et féminins courent avec les élites, mais les classements généraux sont distincts. 
Les courses prévuées à Merksplas le 9 février 2020 sont annulées en raison de la tempête Ciara.

## Barème
Les 15 premiers de chaque course marquent des points pour le classement général selon le tableau suivant :
| Position           | 1er | 2e | 3e | 4e | 5e | 6e | 7e | 8e | 9e | 10e | 11e | 12e | 13e | 14e | 15e |
| Classement général | 15  | 14 | 13 | 12 | 11 | 10 | 9  | 8  | 7  | 6   | 5   | 4   | 3   | 2   | 1   |

## Hommes élites

### Résultats
| # | Date        | Lieu                                       | Vainqueur                            | Deuxième                             | Troisième                            | Leader du classement général |
| - | ----------- | ------------------------------------------ | ------------------------------------ | ------------------------------------ | ------------------------------------ | ---------------------------- |
| 1 | 13 octobre  | Gieten (Cyclo-cross de Gieten)             | Eli Iserbyt                          | Quinten Hermans                      | Corné van Kessel                     | Eli Iserbyt                  |
| 2 | 19 octobre  | Boom (Cyclo-cross de De Schorre Boom)      | Toon Aerts                           | Quinten Hermans                      | Thomas Pidcock                       | Quinten Hermans              |
| 3 | 27 octobre  | Gavere (Cyclo-cross d'Asper-Gavere)        | Eli Iserbyt                          | Lars van der Haar                    | Laurens Sweeck                       | Lars van der Haar            |
| 4 | 3 novembre  | Ruddervoorde (Cyclo-cross de Ruddervoorde) | Mathieu van der Poel                 | Laurens Sweeck                       | Toon Aerts                           | Toon Aerts                   |
| 5 | 8 décembre  | Zonhoven (Cyclo-cross de Zonhoven)         | Toon Aerts                           | Laurens Sweeck                       | Eli Iserbyt                          | Toon Aerts                   |
| 6 | 29 décembre | Diegem (Cyclo-cross de Diegem)             | Mathieu van der Poel                 | Eli Iserbyt                          | Michael Vanthourenhout               | Laurens Sweeck               |
| 7 | 9 février   | Merksplas (Cyclo-cross de Merksplas)       | Annulé en raison de la tempête Ciara | Annulé en raison de la tempête Ciara | Annulé en raison de la tempête Ciara | Laurens Sweeck               |
| 8 | 15 février  | Middelkerke (Noordzeecross)                | Laurens Sweeck                       | Toon Aerts                           | Eli Iserbyt                          | Laurens Sweeck               |

### Classement général
| Pos. | Coureur                | Équipe                      | GIE | BOO | GAV | RUD | ZON | DIE | MRK | MID | Points |
| ---- | ---------------------- | --------------------------- | --- | --- | --- | --- | --- | --- | --- | --- | ------ |
| 1    | Laurens Sweeck         | Pauwels Sauzen-Bingoal      | 8   | 6   | 3   | 2   | 2   | 5   | /   | 1   | 84     |
| 2    | Eli Iserbyt            | Pauwels Sauzen-Bingoal      | 1   | -   | 1   | 5   | 3   | 2   | /   | 3   | 81     |
| 3    | Lars van der Haar      | Telenet-Baloise Lions       | 4   | 5   | 2   | 11  | 5   | 5   | /   | 4   | 76     |
| 4    | Toon Aerts             | Telenet-Baloise Lions       | 9   | 1   | 6   | 3   | 1   | -   | /   | 2   | 74     |
| 5    | Quinten Hermans        | Tormans Cyclo Cross Team    | 2   | 2   | 8   | 9   | 4   | 8   | /   | 7   | 72     |
| 6    | Thomas Pidcock         | Trinity Racing              | 13  | 3   | 4   | 6   | 7   | 10  | /   | 6   | 63     |
| 7    | Corné van Kessel       | Tormans Cyclo Cross Team    | 3   | 4   | 7   | 7   | 6   | 7   | /   | 15  | 63     |
| 8    | Michael Vanthourenhout | Pauwels Sauzen-Bingoal      | 11  | -   | 5   | 16  | -   | 3   | /   | 5   | 40     |
| 9    | Tim Merlier            | Creafin-Fristads            | 24  | 7   | 14  | 4   | -   | 4   | /   | -   | 35     |
| 10   | Jens Adams             | Hollebeekhoeve Cycling Team | 5   | 9   | 9   | DNF | 8   | -   | /   | 16  | 33     |

## Femmes élites

### Résultats
| # | Date        | Lieu                                       | Vainqueur                            | Deuxième                             | Troisième                            | Leader du classement général |
| - | ----------- | ------------------------------------------ | ------------------------------------ | ------------------------------------ | ------------------------------------ | ---------------------------- |
| 1 | 13 octobre  | Gieten (Cyclo-cross de Gieten)             | Ceylin Alvarado                      | Sanne Cant                           | Yara Kastelijn                       | Ceylin Alvarado              |
| 2 | 19 octobre  | Boom (Cyclo-cross de De Schorre Boom)      | Alice Maria Arzuffi                  | Eva Lechner                          | Sanne Cant                           | Sanne Cant                   |
| 3 | 27 octobre  | Gavere (Cyclo-cross d'Asper-Gavere)        | Yara Kastelijn                       | Alice Maria Arzuffi                  | Ceylin Alvarado                      | Yara Kastelijn               |
| 4 | 3 novembre  | Ruddervoorde (Cyclo-cross de Ruddervoorde) | Ceylin Alvarado                      | Sanne Cant                           | Katherine Compton                    | Ceylin Alvarado              |
| 5 | 8 décembre  | Zonhoven (Cyclo-cross de Zonhoven)         | Annemarie Worst                      | Ceylin Alvarado                      | Yara Kastelijn                       | Ceylin Alvarado              |
| 6 | 29 décembre | Diegem (Cyclo-cross de Diegem)             | Annemarie Worst                      | Ceylin Alvarado                      | Yara Kastelijn                       | Ceylin Alvarado              |
| 7 | 9 février   | Merksplas (Cyclo-cross de Merksplas)       | Annulé en raison de la tempête Ciara | Annulé en raison de la tempête Ciara | Annulé en raison de la tempête Ciara | Ceylin Alvarado              |
| 8 | 15 février  | Middelkerke (Noordzeecross)                | Ceylin Alvarado                      | Denise Betsema                       | Annemarie Worst                      | Ceylin Alvarado              |

### Classement général
| Pos. | Coureur              | Équipe                 | GIE | BOO | GAV | RUD | ZON | DIE | MRK | MID | Points |
| ---- | -------------------- | ---------------------- | --- | --- | --- | --- | --- | --- | --- | --- | ------ |
| 1    | Ceylin Alvarado      | Alpecin-Fenix          | 1   | 6   | 3   | 1   | 2   | 2   | /   | 1   | 96     |
| 2    | Yara Kastelijn       | 777.be                 | 3   | 5   | 1   | 5   | 3   | 3   | /   | 6   | 86     |
| 3    | Annemarie Worst      | 777.be                 | 12  | 4   | 4   | 9   | 1   | 1   | /   | 3   | 78     |
| 4    | Alice Maria Arzuffi  | 777.be                 | 11  | 1   | 2   | 10  | 4   | 6   | /   | 11  | 67     |
| 5    | Sanne Cant           | IKO-Crelan             | 2   | 3   | 14  | 2   | 6   | 8   | /   | 10  | 67     |
| 6    | Eva Lechner          | Creafin-Fristads       | 4   | 2   | 7   | 12  | 12  | 9   | /   | 5   | 61     |
| 7    | Ellen Van Loy        | Telenet-Baloise Lions  | 5   | 10  | 10  | 7   | 10  | 11  | /   | 7   | 52     |
| 8    | Inge van der Heijden | CCC-Liv                | 13  | 8   | 8   | 16  | 5   | 4   | /   | 8   | 50     |
| 9    | Shirin van Anrooij   | Team 185               | 9   | -   | -   | 8   | 7   | 16  | /   | 4   | 36     |
| 10   | Laura Verdonschot    | Pauwels Sauzen-Bingoal | 8   | -   | 5   | 11  | 9   | DNF | /   | -   | 31     |

## Hommes espoirs

### Classement général
| Pos. | Coureur         | Équipe                        | GIE | BOO | GAV | RUD | ZON | DIE | MRK | MID | Points |
| ---- | --------------- | ----------------------------- | --- | --- | --- | --- | --- | --- | --- | --- | ------ |
| 1    | Thomas Pidcock  | Trinity Racing                | 1   | 1   | 1   | 1   | 1   | 1   | /   | 1   | 56     |
| 2    | Ryan Kamp       | Pauwels Sauzen-Bingoal        | 4   | -   | 2   | 5   | 3   | -   | /   | 3   | 28     |
| 3    | Ben Turner      | Creafin-Fristads              | 3   | 3   | DNF | 4   | -   | 2   | /   | 17  | 24     |
| 4    | Toon Vandebosch | Pauwels Sauzen-Bingoal        | -   | -   | -   | 3   | 2   | 4   | /   | 5   | 22     |
| 5    | Timo Kielich    | Creafin-Fristads              | 2   | -   | 4   | DNF | -   | -   | /   | 12  | 12     |
| 6    | Cameron Mason   | Trinity Racing                | 16  | 4   | 7   | 9   | 10  | 5   | /   | 15  | 11     |
| 7    | Yentl Bekaert   | Telenet-Baloise Lions         | 9   | 2   | -   | 8   | -   | -   | /   | 7   | 10     |
| 8    | Pim Ronhaar     | Callant-Doltcini              | 13  | -   | 6   | 20  | 4   | -   | /   | 8   | 8      |
| 9    | Jelle Camps     | Pauwels Sauzen-Bingoal        | 5   | -   | -   | 12  | -   | -   | /   | 4   | 9      |
| 10   | Jakob Dorigoni  | Selle Italia Guerciotti Elite | -   | -   | -   | -   | 6   | 3   | /   | 14  | 9      |

## Femmes espoirs

### Classement général
| Pos. | Coureur                  | Équipe                      | GIE | BOO | GAV | RUD | ZON | DIE | MRK | MID | Points |
| ---- | ------------------------ | --------------------------- | --- | --- | --- | --- | --- | --- | --- | --- | ------ |
| 1    | Ceylin Alvarado          | Alpecin-Fenix               | 1   | 1   | 1   | 1   | 1   | 1   | /   | 1   | 56     |
| 2    | Inge van der Heijden     | CCC-Liv                     | 4   | 2   | 3   | 7   | 2   | 2   | /   | 3   | 40     |
| 3    | Shirin van Anrooij       | Team 185                    | 3   | -   | -   | 3   | 3   | 6   | /   | 2   | 28     |
| 4    | Anna Kay                 | Experza Pro CX              | -   | -   | 2   | 4   | 5   | 7   | /   | 4   | 23     |
| 5    | Manon Bakker             | Experza Pro CX              | 2   | -   | -   | 2   | 4   | 8   | /   | 6   | 23     |
| 6    | Aniek van Alphen         | BNS Technics Concrete House | 5   | 3   | -   | 6   | 6   | 5   | /   | -   | 20     |
| 7    | Marion Norbert-Riberolle | Experza Pro CX              | -   | -   | 4   | 5   | 7   | DNF | /   | 5   | 15     |
| 8    | Marthe Truyen            | Telenet-Baloise Lions       | 6   | DNF | 6   | 10  | -   | 11  | /   | 7   | 8      |
| 9    | Puck Pieterse            | WV Eemland                  | 8   | -   | -   | 8   | -   | 3   | /   | -   | 8      |
| 10   | Anna Flynn               | Edinburgh RC                | 7   | 4   | -   | -   | -   | -   | /   | -   | 7      |

## Hommes juniors

### Résultats
| # | Date        | Lieu                                       | Vainqueur                            | Deuxième                             | Troisième                            | Leader du classement général |
| - | ----------- | ------------------------------------------ | ------------------------------------ | ------------------------------------ | ------------------------------------ | ---------------------------- |
| 1 | 13 octobre  | Gieten (Cyclo-cross de Gieten)             | Thibau Nys                           | Lennert Belmans                      | Ward Huybs                           | Thibau Nys                   |
| 2 | 19 octobre  | Boom (Cyclo-cross de De Schorre Boom)      | Yorben Lauryssen                     | Arne Baers                           | Jelle Harteel                        | Yorben Lauryssen             |
| 3 | 27 octobre  | Gavere (Cyclo-cross d'Asper-Gavere)        | Thibau Nys                           | Lennert Belmans                      | Yorben Lauryssen                     | Yorben Lauryssen             |
| 4 | 3 novembre  | Ruddervoorde (Cyclo-cross de Ruddervoorde) | Jente Michels                        | Lennert Belmans                      | Thibau Nys                           | Yorben Lauryssen             |
| 5 | 8 décembre  | Zonhoven (Cyclo-cross de Zonhoven)         | Thibau Nys                           | Lennert Belmans                      | Ward Huybs                           | Thibau Nys                   |
| 6 | 29 décembre | Diegem (Cyclo-cross de Diegem)             | Thibau Nys                           | Lennert Belmans                      | Emiel Verstrynge                     | Thibau Nys                   |
| 7 | 9 février   | Merksplas (Cyclo-cross de Merksplas)       | Annulé en raison de la tempête Ciara | Annulé en raison de la tempête Ciara | Annulé en raison de la tempête Ciara | Thibau Nys                   |
| 8 | 15 février  | Middelkerke (Noordzeecross)                | Thibau Nys                           | Tibor Del Grosso                     | Lennert Belmans                      | Thibau Nys                   |

### Classement général
| Pos. | Coureur          | GIE | BOO | GAV | RUD | ZON | DIE | MRK | MID | Points |
| ---- | ---------------- | --- | --- | --- | --- | --- | --- | --- | --- | ------ |
| 1    | Thibau Nys       | 1   | -   | 1   | 3   | 1   | 1   | /   | 1   | 88     |
| 2    | Lennert Belmans  | 2   | -   | 2   | 2   | 2   | 2   | /   | 3   | 83     |
| 3    | Ward Huybs       | 3   | -   | 4   | 5   | 3   | 7   | /   | 5   | 69     |
| 4    | Yorben Lauryssen | 6   | 1   | 3   | 6   | DNF | 10  | /   | 7   | 63     |
| 5    | Jente Michels    | -   | -   | 5   | 1   | 4   | 54  | /   | 4   | 50     |
| 6    | Tibor Del Grosso | 8   | -   | 11  | 18  | 8   | 4   | /   | 2   | 47     |
| 7    | Arne Baers       | 10  | 2   | -   | -   | 7   | 12  | /   | 6   | 43     |
| 8    | Hugo Kars        | 5   | -   | 8   | 11  | 14  | 6   | /   | 9   | 43     |
| 9    | Emiel Verstrynge | 7   | -   | DNF | 4   | -   | 3   | /   | 8   | 42     |
| 10   | Matyáš Kopecky   | 12  | -   | 7   | 13  | 9   | 5   | /   | 11  | 39     |